# Рамбур, Габриэль Пьер
Габриэль Пьер Патрис Рамбур (фр. Gabriel Pierre Patrice Rambourgt, 1773—1848) — французский генерал, участник Наполеоновских войн.

## Биография
Родился в 1773 году в Фонтен-Сен-Жорж. 18 сентября 1792 года принят на французскую военную службу лейтенантом в 10-й кавалерийский полк. Принимал участие в кампании 1793—1794 года против Пруссии на Рейне, в сражении при Кайзерслаутерне был ранен. В 1797 году произведён в капитаны.
Во время войны Третьей коалиции Рамбур отличился в сражении при Ульме, где выдержал три атаки превосходящих австрийских войск. Затем Рамбур отличился при Аустерлице, после чего был назначен адъютантом генерала Каффарелли и в 1806—1807 годах совершил поход в Восточную Пруссию. По окончании этой кампании он с производством в подполковники был назначен в Испанскую армию и за отличие в Каталонии получил чин полковника. В 1809 году Рамбур вновь сражался с австрийцами в Северной Италии. За отличие в генеральном сражении при Ваграме он был награждён орденом Почётного легиона и получил баронский титул.
В 1812 году Рамбур в рядах Великой армии совершил поход в Россию. Во время Бородинского сражения он находился под началом д’Орнано на крайнем левом фланге и участвовал в отражении атаки казаков М. И. Платова и кавалерии Ф. П. Уварова. При отступлении французов от Москвы Рамбур был спешно командирован в Италию для набора пополнений. По выполнении этого поручения он в 1813 году сражался в Австрии и Италии и за отличие был произведён в дивизионные генералы.
Во время Ста дней Рамбур поддержал Наполеона, командовал отрядами в департаменте Юра. При Второй реставрации был отправлен в отставку. В 1820 году вернулся на службу и назначен командиром 2-й дивизии 5-го военного округа. После Июльской революции 1830 года он окончательно вышел в отставку.
Скончался в 1848 году.